# 1487
- Wikisource

| Calendário gregoriano                                                        | 1487 MCDLXXXVII                                      |
| Ab urbe condita                                                              | 2240                                                 |
| Calendário arménio                                                           | 936 – 937                                            |
| Calendário bahá'í                                                            | -357 – -356                                          |
| Calendário budista                                                           | 2031                                                 |
| Calendário chinês                                                            | 4183 – 4184 Início a 25 de janeiro (aproximadamente) |
| Calendário copta                                                             | 1203 – 1204                                          |
| Calendário etíope                                                            | 1479 – 1480                                          |
| Calendários hindus - Vikram Samvat - Calendário nacional indiano - Cáli Iuga | 1542 – 1543 1408 – 1409 4587 – 4588                  |
| Calendário Holoceno                                                          | 11487                                                |
| Calendário islâmico                                                          | 892 – 893                                            |
| Calendário judaico                                                           | 5247 – 5248                                          |
| Calendário persa                                                             | 865 – 866                                            |
| Calendário rúnico                                                            | 1737                                                 |
| Calendário solar tailandês                                                   | 2030                                                 |

1487 (MCDLXXXVII, na numeração romana) foi um ano comum do século XV do Calendário Juliano, da Era de Cristo, e a sua letra dominical foi G (52 semanas), teve início numa segunda-feira e terminou também numa segunda-feira.
| Ano completo                         |
| ------------------------------------ |
| Ano comum com início à segunda-feira |

## Eventos
- Afonso de Paiva e Pêro da Covilhã partem de Lisboa, viajando por terra em busca do reino do Preste João, na Etiópia.
- Nomeação de Vasco Afonso no cargo de visitador e ouvidor-geral das ilhas dos Açores.
- Maomé XIII, é deposto do trono do Reino Nacérida de Granada pelo seu sobrinho Boabdil, que inicia o seu segundo reinado após ter sido prisioneiro dos castelhanos desde 1483.
- O Beilhique da Caramânia, um principado turco do sul da Anatólia é definitivamente anexado pelo Império Otomano.
- É publicado o livro Malleus Maleficarum ("O Martelo das Bruxas"), uma espécie de manual de diagnóstico para bruxas.
- Em Agosto, Bartolomeu Dias parte de Lisboa, em viagem ao Cabo da Boa Esperança, e anos depois, se torna o primeiro europeu a cruzar o extremo sul da África.

## Nascimentos
- 27 de agosto — Ana de Brandemburgo, nobre alemã, duquesa consorte de Schleswig-Holstein pelo casamento com o futuro Frederico I da Dinamarca e Noruega e marquesa de Brandemburgo  (m. 1514).
- 10 de setembro — Papa Júlio III  (m. 1555).
- Michael Stifel, matemático alemão  (m. 1567).
- Nuno da Cunha, governador português da Índia entre 1509 e 1538  (m. 1539).

## Mortes
- 11 de janeiro — Bernardo Scammacca, frade e beato siciliano dominicano  (n. 1430).
- 27 de março — Martim Leme, nobre flamengo e português.
- 25 de novembro — Rodrigo Afonso de Melo, conde de Olivença, primeiro capitão, governador e regedor de Tânger desde a sua conquista em 1471 até ca. 1484  (n. 1430).